# Tweek és Craig
A Tweek és Craig (Tweek x Craig) a South Park című amerikai animációs sorozat 263. része (a 19. évad 6. epizódja). Elsőként 2015. október 28-án sugározták az Egyesült Államokban. Magyarországon 2016. január 21-én mutatta be a magyar Comedy Central.
Az epizód a jaoi művészeti ággal foglalkozik illetve a homoszexuális kisebbség elfogadottságával, folytatva az egész évadot jellemző politikai korrektség-kritikát. Számos rajongói rajz látható benne, amit a készítők kérésére rajzoltak és küldtek el nekik a nézők.

## Cselekmény
|  | Alább a cselekmény részletei következnek! |

PC igazgató és Wendy egy kiselőadást tartanak a diákoknak az ázsiai jaoi művészetről, mivel több ázsiai diák is érkezett az iskolába az utóbbi időben. A képeken kivétel nélkül Tweek és Craig láthatóak megrajzolva valamilyen homoerotikus pózban, amitől a többi gyerek összezavarodik. PC igazgató behívatja magához Tweeket és Craiget, akik hiába próbálják magyarázni, hogy ők nem melegek, ő ezt teljességgel figyelmen kívül hagyja és azt mondja, hogy ha romantikus kapcsolat van köztük, az csak "jóváhagyó beleegyezésen" alapulhat. Stan az apja segítségét kéri az összezavarodottságában, azonban leginkább arra kíváncsi, hogy az ázsiaiak mi alapján döntik el, hogy ki a meleg. Randy, akinek igazából fogalma sincs arról, hogy mi az a jaoi, de szeretne politikailag korrekt maradni, azt mondja, hogy ez valóban az ázsiaiak kiváltsága. Örül annak is, hogy csak alig három hete van a városban Whole Foods Market, és máris megjelentek a meleg párok.
Az üzletben gratulálnak Craig apjának, Thomasnak a dologhoz, aki azonban képtelen elfogadni ezt. Tweek szülei ezzel szemben örömmel reagálnak és azonnal adnak is a fiuknak egy kis pénzt. Ezalatt Cartman is a dolgon gondolkodik, és újra megjelenik előtte a képzeletbeli barátja, Ámor Én. Megkéri, hogy segítsen kicsit rá a dologra és lője ki a szerelem nyilait kettejükre. Ámor Én ezután elkezd közeledni Cartman felé, aki visszautasítja őt azzal, hogy ő nem meleg. Másnak az iskolában Tweek és Craig összeverekszik, amit mindenki tévesen szerelmesek civakodásának hisz. Ezért büntetés helyett az iskola is pénzt ad nekik.
Randy felhívja telefonon Hszi Csin-ping kínai elnököt, hogy a jaoi felől kérdezősködjön, ő azonban dühösen reagál, közölve, hogy azt a japán "kutyák" csinálják, akik nem hajlandóak bocsánatot kérni a nankingi mészárlásért. Thomas alkoholba fojtja bánatát, Randy pedig felvilágosítja, hogy ez ellen nen tehet semmit, mert ezt a japánok döntik el és a "Don King-i erőszak". Ezalatt Kyle is elmondja a barátainak, hogy mit olvasott a jaoiról: hogy ez egy olyan művészeti forma, amit lányok csinálnak lányoknak azért, hogy perverz módon jóképűbbé tegyék a férfiakat, tehát Tweek és Craig nem melegek. Craig meggyőzi Tweeket, hogy rendezzenek egy kamu szakítást nagy nyilvánosság előtt, mert akkor hátha békén hagyja őket mindenki. A vita azonban elfajul, és Tweek már egész őszintén kezdi azt mondani Craignek, hogy hűtlen manipulatív csaló, aki megbántotta őt. Craig hirtelen népszerűtlen lesz, az ázsiai lányok pedig tovább gyártják a rajzaikat a szakításról.
Cartman találkozi Ámor Énnel egy melegbárban, hogy a segítségét kérje, de Ámor Én egy randit kér érte cserébe. Tweek bocsánatot kér Craigtől, aki azonban elutasítja, hogy eljátsszák, hogy újra összejöttek. Miután Ámor Én lenyilazza őt, Thomas végre elfogadja a fiát melegnek és pénzt ad neki. Tweek és Craig újra kibékülnek, nyilvánosan kézenfogva jelennek meg és együtt játszanak, az ázsiai művészek nagy megelégedésére. Ezalatt Cartman elmegy a randira Ámor Énnel, aki masszázs közben molesztálni kezdi. Mikor az anyja rányitja az ajtót, azt látja, hogy Cartman maszturbál, hiszen Ámor Én csak a képzeletében létezik.

## Fordítás
Ez a szócikk részben vagy egészben  a   Tweek x Craig című angol Wikipédia-szócikk ezen változatának fordításán alapul.  Az eredeti cikk szerkesztőit annak laptörténete sorolja fel. Ez a jelzés csupán a megfogalmazás eredetét és a szerzői jogokat jelzi, nem szolgál a cikkben szereplő információk forrásmegjelöléseként.
1. ↑  South Park (angol nyelven). EW.com. (Hozzáférés: 2024. január 29.)